# Gravedad cuántica de Einstein
La Gravedad cuántica de Einstein (Quantum Einstein gravity) es una teoría cuántica de la gravedad desarrollada por Martin Reuter, que retoma la idea de punto fijo introducida por Steven Weinberg en la década de 1970. 

## Panorama general
La idea de cuantizar la relatividad general falla porque, según disminuimos las distancias, la fuerza de gravedad aumenta y, como actúa sobre sí misma, se dispara hasta hacerse infinita, perdiéndose la capacidad de describir el espacio-tiempo.
Una singularidad en relatividad general es algo normal que aparece en ciertas condiciones, aunque no podamos decir nada sobre ella. Es a las distancias pequeñas cuando la relatividad general debe de ser sustituida por otra teoría alternativa que describa ese submundo de manera satisfactoria. Si aparecen infinitos o algo equivalente en su versión cuántica entonces es un desastre, porque precisamente se cree que una versión cuántica de la gravedad debe de hacer desaparecer singularidades y objetos similares. De otro modo la teoría es inútil al no poder hacer predicciones. Para evitar este problema se pensó en la existencia a pequeña escala de un punto fijo a partir del cual la fuerza de gravedad no aumentase. La idea se intentó usar en el pasado y se desechó al no poder avanzar matemáticamente en su desarrollo, pero Martin Reuter ha retomado su estudio porque ahora se dispone de mejores herramientas matemáticas.

## Éxitos
Entre sus resultados está que a escalas pequeñas la dimensión del espacio es fractal, parecido a otros modelos de gravedad cuántica como el de "Triangulación dinámica causal" de Renate Loll, Jan Ambjørn y Jerzy Jurkiewicz. Martin Reuter especula que ambas aproximaciones puedan ser equivalentes.